# Fidel Gamboa
Fidel Gamboa Goldemberg (Nicoya, 6 de agosto de 1961 - Heredia, 28 de agosto de 2011), conocido artísticamente como Fidel Gamboa, fue un compositor, músico, arreglista y cantante costarricense, principalmente recordado como líder y voz principal del grupo Malpaís.

## Biografía
Nació en la ciudad de Nicoya, en la provincia de Guanacaste (en el noroeste de Costa Rica), hijo de Francisco Gamboa Guzmán y Olga Goldemberg Guevara. Desde pequeño mostró inclinación para la música y el canto, y aprendió a tocar la guitarra en el seno familiar. Pasó su infancia entre Guanacaste y el Valle Central. Siendo un adolescente, ingresó en el Conservatorio Castella, donde estudió clarinete y saxofón. En dicho colegio, participó en el grupo Jazz Rock Castella, del cual hizo los primeros arreglos.
Luego de graduarse del Castella, estudió Historia del Arte en la ciudad de La Habana (Cuba). Durante su estadía en Cuba tuvo contacto con personalidades de la música de ese país como Silvio Rodríguez, Sara González y Pablo Milanés. De vuelta en Costa Rica, fue contratado como profesor de la Escuela de Música de la Universidad Nacional de Costa Rica, donde enseñó en un taller de jazz. También participó en varios conciertos de la Orquesta Sinfónica Nacional de Costa Rica, tocando el saxofón.
Ya desde antes de su partida a Cuba, formó parte del Grupo Experimental de Adrián Goizueta, cantautor argentino residente en Costa Rica. Con el Grupo Experimental trabajó por dos décadas, realizando conciertos y presentaciones en varios países del mundo, tocando la flauta, el saxofón y cantando ocasionalmente. Con Goizueta hizo grabaciones en las que dio a conocer algunas de sus canciones icónicas, como «Presagio», «Muchacha y luna» y «Paisaje». También trabajó haciendo música publicitaria, componiendo arreglos y música original para cine, comerciales de televisión y espectáculos escénicos. En la década de 1990, fue galardonado con el Premio Aquileo J. Echeverría de música por la obra Inhombre.
En 1998, se separó del Grupo Experimental, formando su propia agrupación, la banda Malpaís, que incluyó a reconocidos músicos nacionales como su hermano Jaime Gamboa, Manuel Obregón y Carlos Tapao Vargas. El grupo lanzó su primer disco, Uno, en 2002. Con Malpaís grabó 7 discos y participó en varios conciertos nacionales e internacionales, alcanzando su mayor auge en el 2006 con su intervención en el Papaya Fest, que reunió a varios artistas y grupos musicales centroamericanos en un festival realizado en San José. En 2011, se le otorgó el premio de la Asociación de Compositores y Autores Musicales (ACAM) en la categoría de compositor/autor.
Falleció en Heredia el 28 de agosto de 2011 a la edad de 50 años, debido de un infarto múltiple, un día después de abrir un concierto del grupo guatemalteco Alux Nahual. Posteriormente, Malpaís organizó un concierto en su homenaje, que se llevó a cabo en el Estadio Nacional de Costa Rica junto a la Orquesta Sinfónica Nacional y cantantes nacionales como
Bernardo Quesada,
Marta Fonseca y
Arnoldo Castillo.

## Discografía
Participó como músico, compositor, arreglista y cantante en más de 30 discos. Sus canciones han sido grabadas por artistas como Rubén Blades, Pedro Aznar y otros.
Con Malpaís grabó los siguientes discos:
- 2002: Uno
- 2004: Historias de nadie.
- 2006: Malpaís en vivo.
- 2009: Un día lejano.
- 2009: La canción de Adán.
- 2010: Hay niños aquí.
- 2011: Volver a casa.